# 82. sydlige breddekreds
Den 82. sydlige breddekreds (eller 82 grader sydlig bredde) er en breddekreds, der ligger 82 grader syd for ækvator. Den løber gennem Sydlige Ishav og Antarktis.